# Messier 98
Messier 98 (NGC 4192) is een spiraalvormig sterrenstelsel in het sterrenbeeld Hoofdhaar (Coma Berenices). Het maakt deel uit van de Virgocluster. In 1781 ontdekte de Fransman Pierre Méchain het stelsel en zijn landgenoot en kometenjager Charles Messier nam het object als nummer 98 op in zijn lijst van nevelachtige objecten.
Messier 98 bezit een groot aantal stervormingsgebieden en stofbanden. Het kent in tegenstelling tot de meeste sterrenstelsels geen roodverschuiving maar juist een "blauwverschuiving" en het beweegt dan ook naar het melkwegstelsel toe.
Amateur astronomen kunnen Messier 98 vinden in de nabijheid van de ster 6 Comae Berenices en de messierobjecten M99 en M100. Het vertoont zich in bescheiden instrumenten als een langgerekt nevelachtig vlekje.